# Épée de François Ier
L'épée de François Ier est une épée de la cour de France forgée vers 1510–1515 et ayant appartenu à François Ier.

## Histoire
Le 25 février 1525, lors de la bataille de Pavie, elle est, selon les chroniques de l'époque, saisie comme butin de guerre par Juan Aldana après la défaite de l'armée française. En 1585, son fils la vend au roi d'Espagne, Philippe II. En 1808, alors que les armées françaises occupent le pays, Napoléon Ier demande à Murat de rapporter l'épée à Paris pour l'installer dans son bureau au palais des Tuileries. Sous le Second Empire, elle est exposée au Musée des Souverains, puis intégrée aux collections du Musée de l'Artillerie, précurseur du Musée de l'Armée, en 1872 (numéro d'inventaire 993/J 376 dans les collections de ce dernier).

## Description

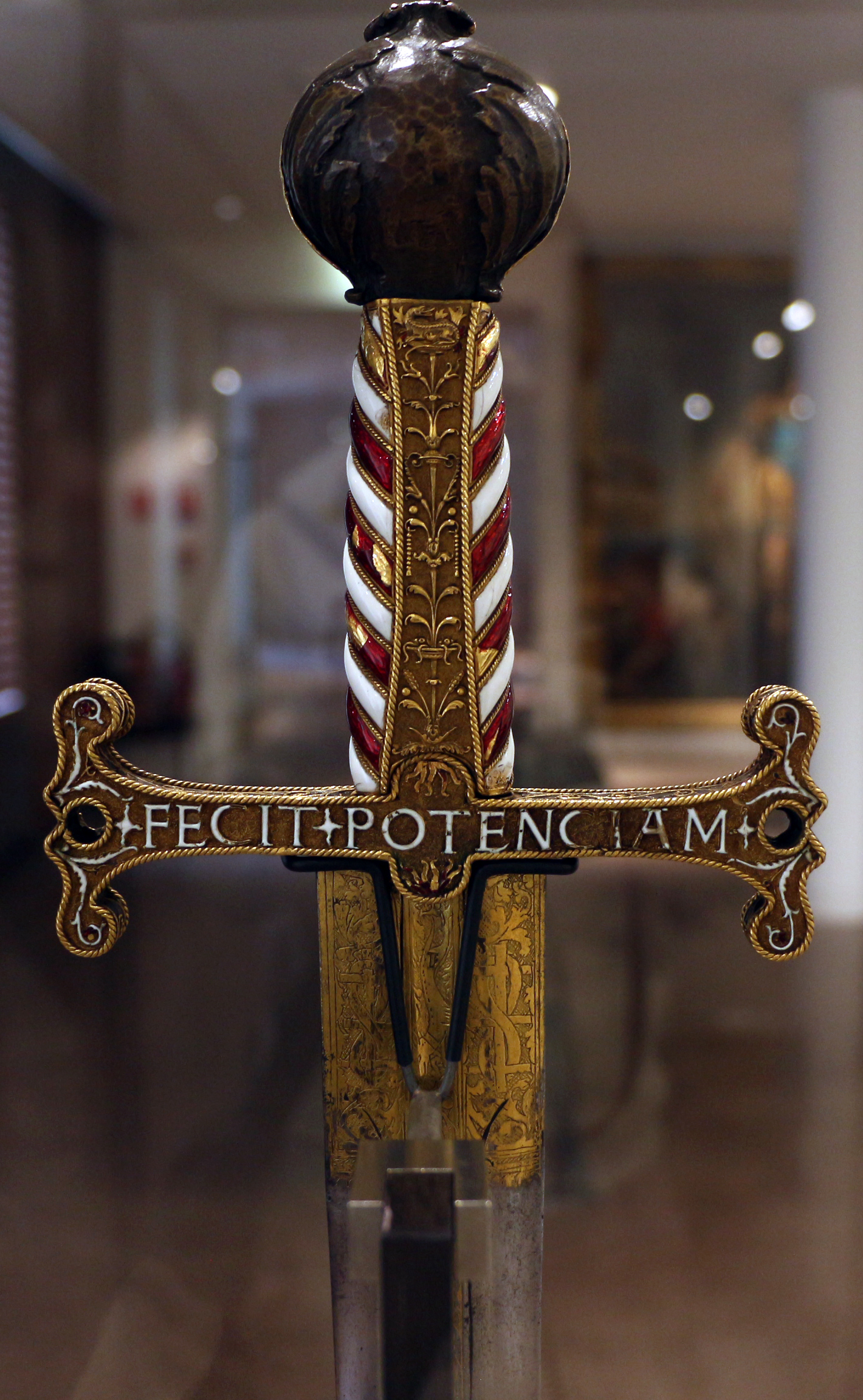
La première partie du verset sur le quillon.

L'absence de couronne royale au-dessus de la salamandre, laisse penser qu'elle a été forgée et offerte au roi avant son couronnement. François Ier l’aurait alors conservée comme un objet de collection. Au début du XVIe siècle, les armes d’apparat sont rares. Malgré sa grande qualité, la richesse de son décor d’or émaillé lui interdit toute utilisation guerrière.
L’épée conserve la structure cruciforme des armes médiévales. Le pommeau sphérique en émail rouge est orné de rinceaux et de deux larges feuilles d’acanthe. La fusée est décorée de tores émaillés de blanc et de rouge, avec à son sommet une salamandre couchée dans les flammes, emblème de François Ier.
Sur les quillons de l'arme est gravé un verset du Magnificat, « Fecit potentiam in brachio suo » que l'on peut traduire : « Il a placé la puissance dans son bras ». Décorés de flammèches, les quillons ont perdu leur couleur émail rouge.

Si le blanc et le rouge sont aujourd’hui encore bien visibles, cette arme était également ornée d’émail bleu, mais étant plus fragile, cette couleur s’est atténuée jusqu'à, par endroits, disparaître.

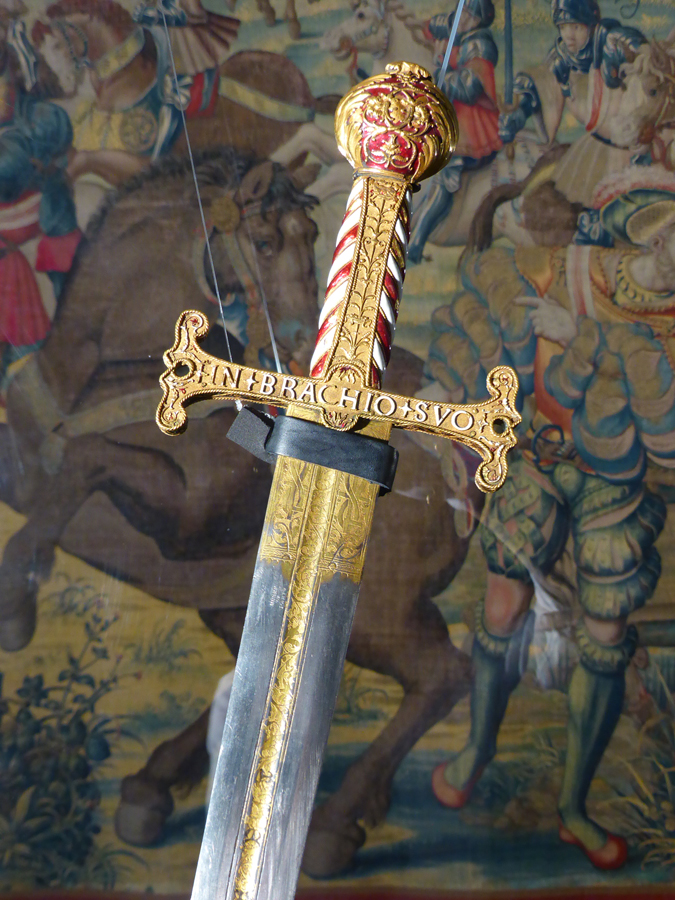
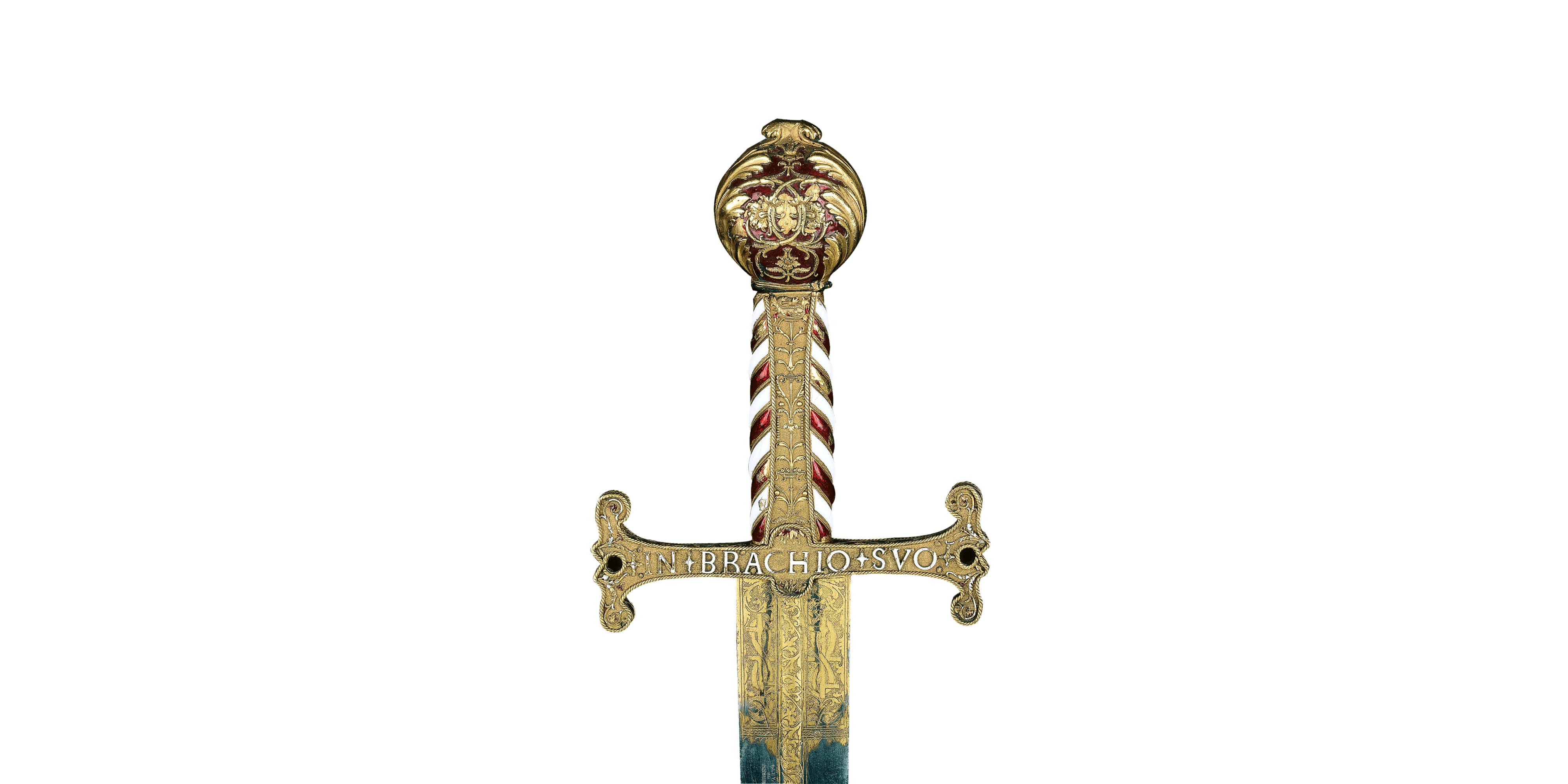
Galerie et détails de l'épée de François 1er

## Expositions temporaires
L'épée de François Ier a été présentée dans plusieurs expositions temporaires.
- Histoires d'armes, de l'âge du bronze à l'ère atomique, Château de Blois, du 6 juillet au 3 novembre 2013[3],[4],
- Une reine sans couronne ? Louise de Savoie, mère de François Ier, Musée national de la Renaissance, Écouen, du 14 octobre 2015 au 1er février 2016[5],
- Victoire ! La fabrique des héros, Musée de l'Armée, Paris, du 11 octobre 2023 au 28 janvier 2024[6],
- François Ier, un roi cognaçais, Musée d'Art et d'Histoire, Cognac, du 7 juin au 1er décembre 2024[7].